# Trattato di frontiera tedesco-sovietico

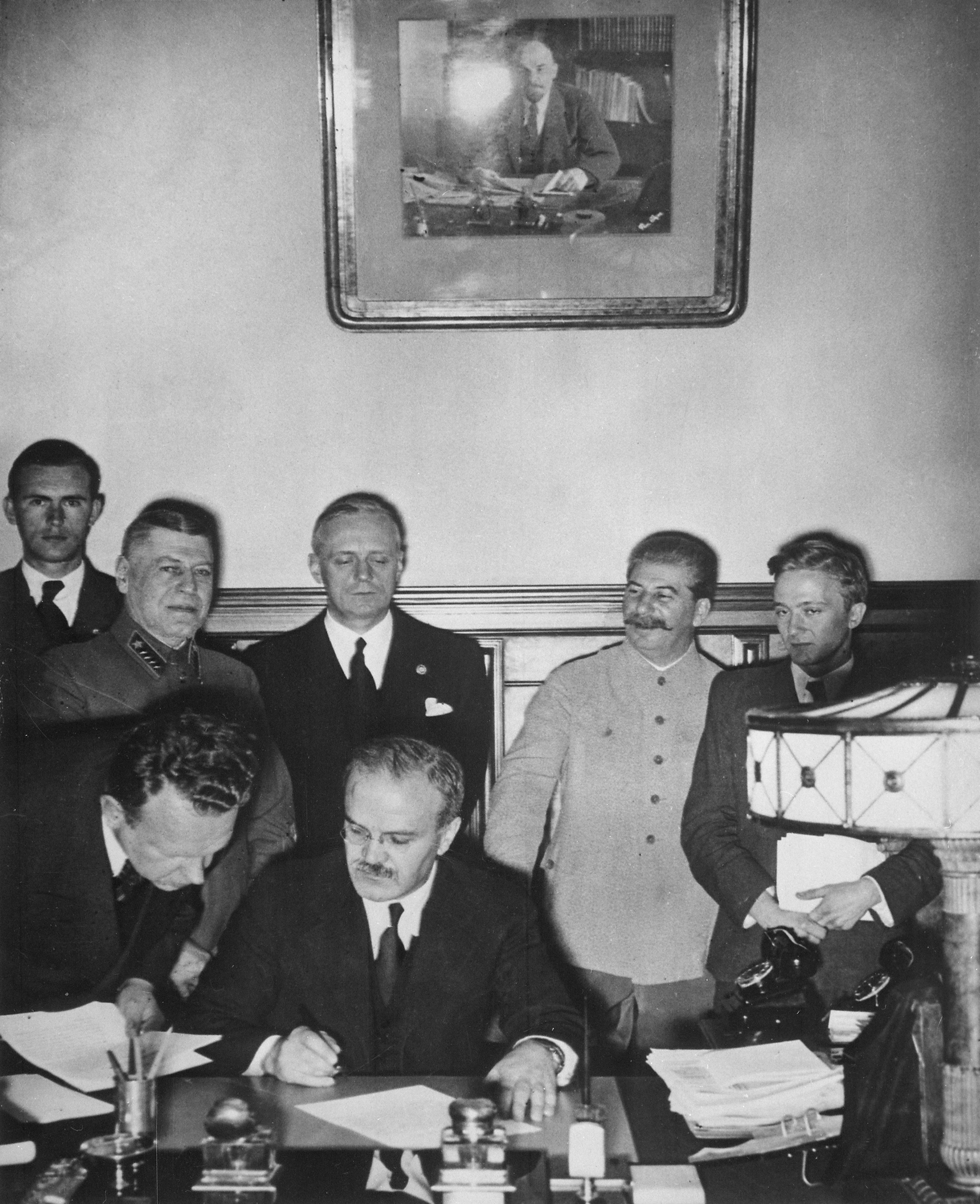
Il 28 settembre 1939 il ministro degli Esteri sovietico Vyacheslav Molotov firma il patto tedesco-sovietico a Mosca; dietro di lui ci sono Richard Schulze-Kossens (aiutante di Ribbentrop), Boris Shaposhnikov (capo di stato maggiore dell'Armata Rossa), Joachim von Ribbentrop, Iosif Stalin, Vladimir Pavlov (traduttore sovietico). Alexey Shkvarzev (ambasciatore sovietico a Berlino), si trova accanto a Molotov

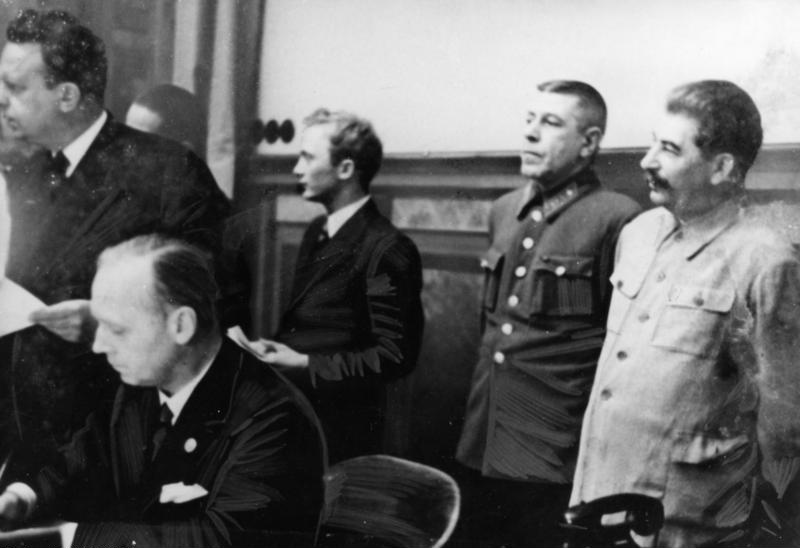
Il 28 settembre 1939 il ministro degli Esteri nazista Joachim von Ribbentrop firma il patto tedesco-sovietico

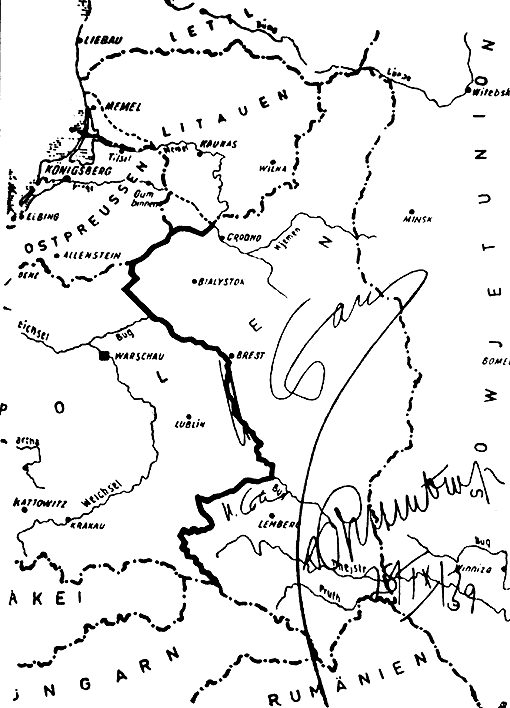
Mappa allegata al trattato tedesco-sovietico che divide la Polonia in zone di occupazione tedesca e sovietica

Il Trattato di confine e di amicizia tedesco-sovietico fu un secondo protocollo supplementare del patto Molotov-Ribbentrop del 23 agosto 1939, una clausola segreta modificata il 28 settembre 1939 dalla Germania nazista e dall'Unione Sovietica dopo la loro invasione e occupazione congiunta della Polonia sovrana.
Fu firmato da Joachim von Ribbentrop e Vyacheslav Molotov, i ministri degli Esteri rispettivamente di Germania e Unione Sovietica, alla presenza di Iosif Stalin. Solo una parte del protocollo, che sostituì il primo trattato, fu annunciata pubblicamente, mentre le sfere di influenza della Germania nazista e dell'Unione Sovietica rimasero segrete. Il terzo protocollo segreto del Patto fu firmato il 10 gennaio 1941 da Friedrich-Werner von Schulenburg e Molotov, nel quale la Germania rinunciò alle sue pretese su alcune porzioni di territorio della Lituania, solo pochi mesi prima dell'operazione Barbarossa.

## Articoli segreti
Diversi articoli segreti sono stati allegati al trattato. Questi articoli consentivano lo scambio di cittadini sovietici e tedeschi tra le due zone occupate della Polonia, ridisegnavano alcune regioni delle sfere di interesse dell'Europa centrale dettate dal Patto Molotov-Ribbentrop e affermavano anche che nessuna delle parti del trattato avrebbe consentito nel suo territorio qualsiasi tipo di "agitazione polacca" diretta contro l'altra parte.
Durante l'invasione occidentale della Polonia, la Wehrmacht tedesca aveva preso il controllo del voivodato di Lublino e del voivodato di Varsavia, territori che il Patto Molotov-Ribbentrop aveva accordato alla sfera di influenza sovietica. Per compensare i sovietici di quella "perdita", il protocollo segreto del trattato trasferì la Lituania nella sfera di influenza sovietica ad eccezione di un piccolo territorio, che fu chiamato "Striscia della Lituania", la riva sinistra del fiume Šešupė, e doveva rimanere nella sfera di influenza tedesca.

## Conseguenze
L'Unione Sovietica firmò un trattato di mutua assistenza con l'Estonia il 28 settembre, con la Lettonia il 5 ottobre e con la Lituania il 10 ottobre 1939. Secondo le disposizioni delineate nel trattato, la Lituania acquisì circa un quinto della regione di Vilnius, compresa la storica capitale Vilnius, e in cambio doveva consentire la realizzazione di cinque basi militari sovietiche con 20000 soldati dislocati in tutta la Lituania.
I trattati di mutua assistenza consentirono l'occupazione sovietica degli stati baltici e furono descritti dal New York Times come un "sacrificio virtuale dell'indipendenza".